# 新正卓

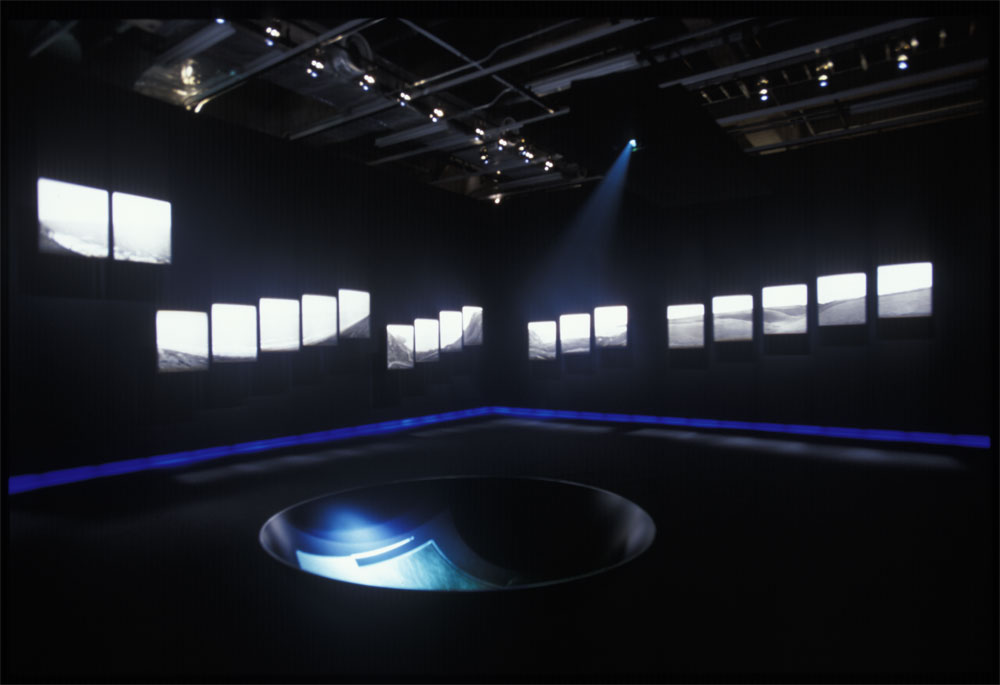
新正卓回顧展・武蔵野美術大学美術館 '06

新正 卓（あらまさ たく、1936年8月15日 - ）日本の写真家。

## 略年譜
- 1936年（昭和11年） - 8月15日、東京府東京市豊島区で出生
- 1940年（昭和15年） - 中国大陸、満洲国へ渡る
- 1943年（昭和18年） - 満洲国三江省樺川県桂木斯市旭国民日本人小学校入学
- 1946年（昭和21年）1月 - 綏化市難民収容所(旧日本空軍格納庫)で、乳母「ユキ」と生き別れる
- 1947年（昭和22年）9月 - 山形県飽海郡字新青渡村祖父生家に「ユキ」をのぞいた家族5名が生還、引き揚げる
- 1948年（昭和23年）4月 - 観音寺小学校転入
- 1949年（昭和24年）4月 - 新制八幡中学校入学、1952年3月同校卒業
- 1952年（昭和27年）4月 - 山形県立酒田東高等学校入学、1955年3月同校卒業
- 1957年（昭和32年）4月 - 武蔵野美術学校本科(現・武蔵野美術大学)デザイン科入学
- 1961年（昭和36年）3月 - 武蔵野美術学校本科デザイン科商業デザイン専攻卒業
- 1962年（昭和37年）4月 - 株式会社アルファG港区赤坂に設立、代表取締役就任アートディレクター兼務
- 1969年（昭和44年）12月 - 株式会社アルファG業務を休止
- 1970年（昭和45年）4月 - 新正卓事務所を港区西麻布に開設、フリーランス写真家として活動開始
- 1973年（昭和48年） - 文化出版局特派員としてパリ市勤務、ファッション誌「ハイファッション」等数誌へ配信
- 1974年（昭和49年）7月、8月 - パリ市夏期休暇を利用しミクロネシア旧パラオ諸島へ紀行文の執筆取材
- 1976年（昭和51年） - 単行紀行書「逆光珊瑚礁・ヤシの木八本の島」文化出版局刊[1] ・ 3月 パリ市より帰国
写真集「エリカ」北欧社刊[2]
- 1977年（昭和52年） - 個展「パトリシア」ニコンサロン、東京・大阪
写真集「パトリシア」北斗企画[3]
1月旧満州綏化で生き別れた乳母「ユキ」より生存の知らせが届く
- 1978年（昭和53年）3月 - 中国吉林省より生き別れた乳母「ユキ」32年ぶりに生還し一時帰国
写真集「アメリカン・パロディ」北斗企画刊[4]
写真展「アメリカン・パロディ」東京デザイナーズ・スペース
12月 「ユキ」孫の待つ中国吉林省へ帰国
- 1979年（昭和54年）
写真集「カーナバル」キヤノン株式会社刊[5]
写真展「カーナバル」キヤノンサロン、東京・大阪・アムステルダム
12月 「ユキ」を訪ね終戦後初めての訪中(北京経由吉林省へ)
- 1980年（昭和55年）1月 - 中国残留日本人孤児存在多数の現実を知らさる、「ユキ」の通訳で64名を撮影する
写真集「TO MY ANGELS」全国出版刊[6]
- 1985年（昭和60年）
写真集「遥かなる祖国・南米移民一世の肖像」朝日新聞社刊[7]
- 1986年（昭和61年）
写真展「遥かなる祖国・南米移民一世の肖像」朝日新聞社・有楽町マリオン
2月 、米国ハワイ州4島へ「日系移民一世100周年(元年者)記念撮影」
写真展「遥かなる祖国・南米移民一世の肖像」広島市博物館設立委員会主催・広島新聞社共催
- 1987年（昭和62年）
写真展「遥かなる祖国・土門拳賞受賞記念展」酒田市・土門拳記念館主催
写真展「遥かなる祖国・土門拳賞受賞記念展」銀座ニコンサロン・大阪ニコンサロン
- 1988年（昭和63年）
写真展「遥かなる祖国・南米移民一世の肖像」リバティ大阪・人権資料館主催
土門拳賞受賞記念講演会・ニッコールクラブ主催、於:新丸ビル
写真展「遥かなる祖国・南米移民一世の肖像」ブラジル・サンパウロ美術館、共催毎日新聞社
- 1989年（平成元年）11月 - 「私は誰ですか」刊行委員会発足(委員長・遠藤満雄 毎日新聞社編集委員)
- 1990年（平成2年）
写真集「私は誰ですか」私は誰ですか刊行委員会刊[8](全国からの善意の浄財で刊行完成)
写真集「私は誰ですか」を全国5000余の都道府県市町村長宛親探し資料として無料発送
写真展「双家族」ニコンサロン 東京・大阪( 東京大阪で記念公演 )
企画展「ドキュメント'90・トヤマ」富山近代美術館( 1000人の私は誰ですか )
- 1991年（平成3年） - 写真展「私は誰ですか」親探し行動展、東京芸術劇場・箕面市・枚方市 (主催・私は誰ですか刊行委員会、各都市教育委員会共催)
- 1992年（平成4年） - 写真展「私は誰ですか」親探し行動展、福岡市・広島市(私は誰ですか刊行委員会・各市教育委員会主催)
- 1993年（平成5年）
武蔵野美術大学造形学部映像学科教授に就任
写真集「酋長の系譜」講談社刊[9]「Portraits of Native American」ロバートラインハルト社契約
- 1994年（平成6年）
写真展「酋長の系譜」有楽町アートフォーラム主催・高岡市・北九州市
写真展「Tha Chief 」武蔵野美術大学美術資料図書館
企画展「東川賞受賞作家作品展」東川町文化ギャラリー
- 1995年（平成7年）
写真展「酋長の系譜」奈良・そごう美術館
写真展「沈黙の大地/シベリア」 〜敗戦50年記念展〜新宿パークタワー・ギャラリー1
写真集「沈黙の大地/シベリア」 〜敗戦50 年記念出版〜筑摩書房刊[10]
8月、NHKラジオ〜新正卓・終戦50周年記念特番
二人展「満州・シベリア」新正卓/江成常夫〜敗戦50年記念企画展〜川崎市民ミュージアム
企画展「モノ・カオ・反物語」〜参加出品〜東京都写真美術館
企画展「記録・創造する眼」日本現代写真史展・日本写真家協会主催〜参加出品〜東京大阪
- 1996年（平成8年）
企画展「東川ネットワーク'96札幌展Human Interest人間への旅」〜参加出品〜
企画展「96年度・日本写真協会賞受賞記念展」〜参加出品〜東京都写真美術館
企画展「昭和11年生まれの写真家たち」〜参加出品〜富士フォトサロン・東京
- 1997年（平成9年）
企画展「昭和11年生まれの写真家たち」〜参加出品〜富士フォトサロン・大阪
写真展「新正卓・シベリア抑留写真展」文京・シビックセンター
NHK総合TV 特番 ・ドキュメント日本「京女三人、桜の下で〜記念写真に綴られた20年」[11]
- 1999年（平成11年）
第30次訪日(最終回)・中国残留日本人孤児撮影取材(代々木オリンピック記念青少年センター)
企画展「東川賞創設20周年記念受賞者展」〜参加出品〜札幌市写真ライブラリー
- 2000年（平成12年）
企画展「History of Modern Photos 現代写真の系譜」〜参加出品〜東京・ニコンプラザ
写真集「約束の大地/アメリカ」みすゞ書房刊[12]
写真展「約束の大地/アメリカ」ミツムラアートプラザ 光村印刷創立100周年記念展
企画展「11+1」展 参加出品 ミツムラアートプラザ(武蔵野美術大学映像学科創立10周年記念展)
- 2001年（平成13年）
写真展「新正卓写真展・日系アメリカ人の肖像」日本ポラロイド本社ギャラリー
- 2003年（平成15年） - 企画展「Only skin deep - Cahngeing visions of the american self}出品NY.IPC美術館
- 2004年（平成16年） - 武蔵野美術大学造形学部映像学科主任教授就任
- 2005年（平成17年）
写真展「 ARAMASA SAKURA 」Stephen Wirtz gallery, san Francisco企画展・祝辞 サンドラ・フィリップ SF-MOMA 主任キューレーター
DVD「 ARAMASA SAKURA 」Stephen Wirtz gallery, san Francisco 刊[13]・10部限定
- 2006年（平成18年）
写真理論研究誌「Photon Work」編集委員会発足、5月1号・ 8月2号・11月3号発刊[14]
写真展「ARAMASA Taku Photography黙示」武蔵野美術大学・美術資料図書館企画展
写真集「ARAMASA Tkau Photography 黙示」武蔵野美術大学出版局・美術資料図書館刊[15]
- 2007年（平成19年）
「ARAMASA Taku Photography 黙示」回顧展の全作品を武蔵野美術大学に寄贈[16]
3月、武蔵野美術大学定年退職
写真理論誌「Photon Work」4号発行
e-book 写真集「ARAMASA Taku Photography・黙示」ZIPOT電子ブック・李相益
e-book「新正 卓(1960～2007)資料集」ZIPOT電子ブック・李相益
- 2008（平成20年）
新正卓 プラチナプリント展 新正卓プラチナプリント展
「約束の大地/アメリカ」より出展
Gallery OUT of PLACE - NARA
写真展「ARAMASA SAKURA」銀座ニコンサロン・大阪ニコンサロン
- 2009（平成21年）
新正卓個展新正卓個展
「frame & vision」 -blessing in forest-　東京画廊+BTAP
The Photograph of Nonexistent 非実在のフォト(光)・グラフ（描)
企画展参加　東京画廊+BTAP
- 2010（平成22年）
「ARAMASA’SAKURA in black box / in black room」 私家A2版写真集(1/1)限定刊行(作家蔵)
NHKアーカイブス総合テレビ13:35～14:45ドキュメント日本、桜の下で（新正卓出演）～放送[17]
企画展参加・「土門拳と土門拳賞受賞作品展」土門拳記念館　酒田市
- 2011（平成23年）
ARAMASA Taku photographs 2011「Na2 プラチナ・パラジウムプリント展」
｢ARAMASA SAKURA展」・私家A2版写真集内覧会、Gallery Out of Place Nara
｢ARAMASA SAKURA」in black boxを新技法制作発表（digital-positivesに金箔裏打） 「OROgraphy」と命名する
- 2012（平成24年1月）
OROgraphy(digital-positives)｢ARAMASA SAKURA｣公式ホームページ発表
同年3月「ARAMASA Taku OROgraphy制作現場」 YouTubeに公式発表
HORIZON-思考的水平空間 企画展・境界/植生/可視の変容、OROgraphy One Men Show
東京パブリッシング(横田茂ギャラリー)
- 2013（平成25年）
OROgraphy制作新プロジェクト撮影開始(MAGAIBUTU)
同年8月写真表現「colorOROgraphy」研究(磨崖仏制作実験)開始
- 2014（平成26年）
「HORIZON」展 / One Men Show -Annely Juda Fine Art- LONDON
｢ARAMASA Taku 2014」 出版© -Annely Juda Fine Art- LONDON刊
｢colorOROgraphy」『かなた～こなた』制作プロジェクト完成発表(公式ホームページ)

## 受賞歴
- 第28回日本写真協会賞「新人賞」受賞『アメリカン・パロディ』写真展・写真集
- 第5回「土門拳賞」受賞『遥かなる祖国』写真展・写真集
- 第10回「写真の町」東川賞「国内作家賞」受賞『酋長の系譜』写真展・写真集
- 第46回日本写真協会賞「年度賞」受賞『沈黙の大地/シベリア』写真展・写真集

## 永久保存
- 土門拳記念館
- 大阪人権歴史資料館
- 東川町文化ギャラリー
- 東京都写真美術館
- ブラジル、サンパウロ日系移民資料館
- ブラジル、サンパウロ美術館
- Senter For Crrreative Photography (AR)
- Stephen Wirtz Gallery (SF)
- サンフランシスコ近代美術館
- International Center of photography (NY)
- 武蔵野美術大学美術資料図書館「新正卓 写真コレクション・1960～2007」2006年12月寄贈